# 오타루역

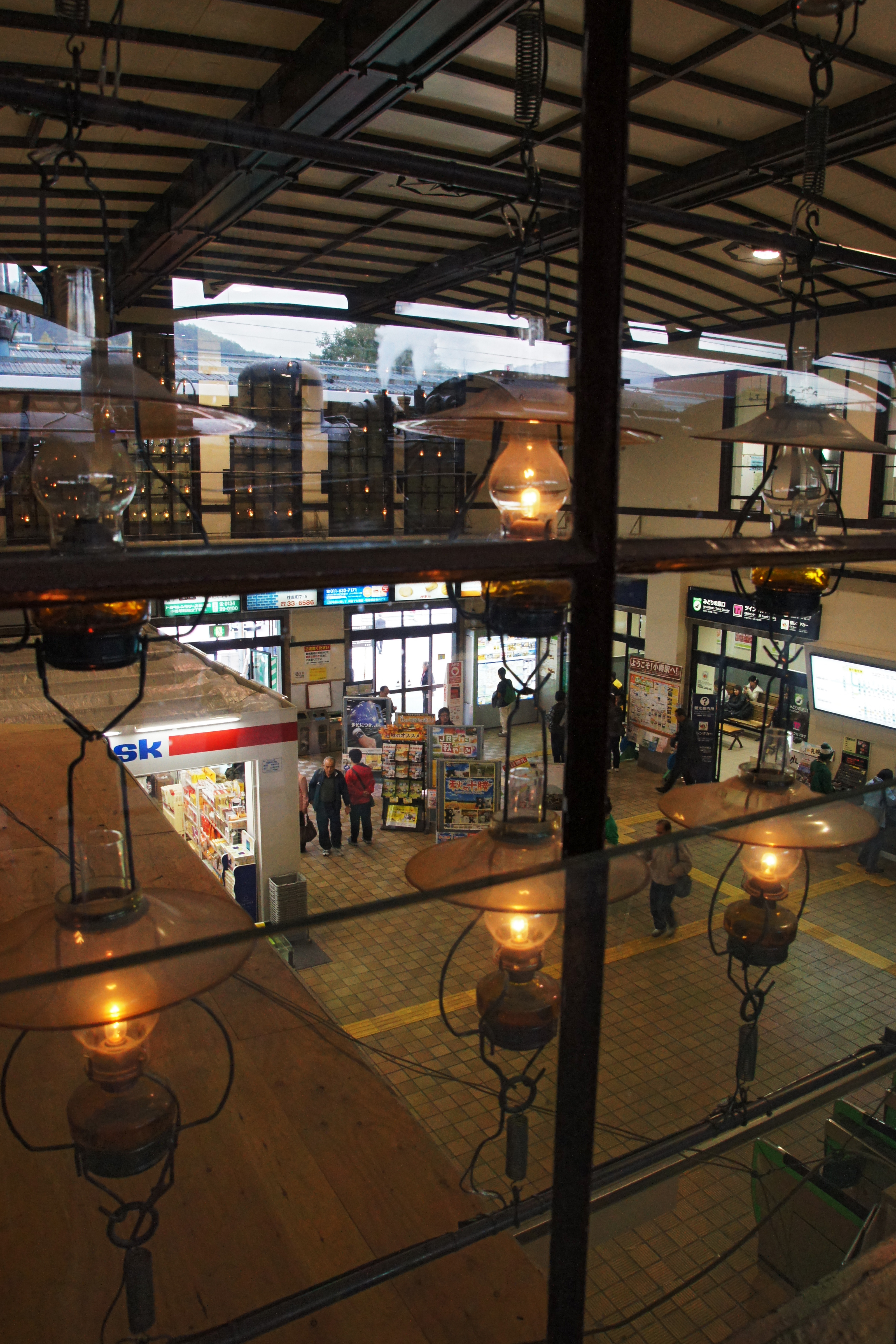

오타루역(일본어: 小樽駅 오타루에키[*])은 일본 홋카이도 오타루시에 있는 홋카이도 여객철도 하코다테 본선의 철도역이다.

## 역 구조
2면 4선의 섬식 승강장이 있는 지상역으로, 승강장과 역사는 2층 높이에 있다. 승강장과 개찰구 사이는 지하도와 계단으로 연결되어 있으며, 승강장 번호는 역사측부터 5, 4, 2, 1번선으로 매겨져있다. 5번 승강장은 두단식으로 되어있으며, 3번선에는 승강장이 없다. 쾌속 에어포트는 주로 5번 승강장에서 출발하며, 요이치, 굿찬, 오샤만베 방면으로 향하는 열차는 4번 승강장에서 주로 출발한다.
역무원이 있는 유인역으로, 창구는 5시 30분부터 22시 45분까지 영업한다. 역사는 우에노역을 모티브로 만들어진 것이며, 역사 내에는 자동 발매기, 자동 개찰기, 관광 안내소 등의 시설이 있다.
2010년 9월부터는 내진 보강 공사를 겸해 역사 개수 공사를 시작했다. 건물의 외관을 건설 당시처럼 복원하며, 내부 구조물 배치도 크게 바뀔 예정이다.

### 승강장
| 1 · 2 | ■ 하코다테 본선 | 데이네 · 삿포로 · 이와미자와 방면         |
| 1 · 2 | ■ 하코다테 본선 | 요이치 · 굿찬 · 오샤만베 방면             |
| 4     | ■ 하코다테 본선 | 쾌속 에어포트 삿포로 · 신치토세 공항 방면 |
| 4     | ■ 하코다테 본선 | 데이네 · 삿포로 · 이와미자와 방면         |
| 4     | ■ 하코다테 본선 | 요이치 · 굿찬 · 오샤만베 방면             |
| 5     | ■ 하코다테 본선 | 쾌속 에어포트 삿포로 · 신치토세 공항 방면 |
| 5     | ■ 하코다테 본선 | 데이네 · 삿포로 · 이와미자와 방면         |

## 역 주변
- 오타루 시청
- 오타루 시 수도국
- 오타루 경찰서
- 오타루 경찰서 오타루 역전파출소
- 오타루 시 소방본부
- 오타루 지방 합동 청사
- 오타루 시립 세이료 중학교

## 역사
- 1903년 6월 28일 - 홋카이도 철도의 일반역으로 개업. 기관고가 설치됨. 당시 역명은 오타루 중앙역(小樽中央駅).
- 1904년 10월 15일 - 홋카이도 철도 전 구간 개통과 함께 다카시마역(高島駅)으로 개칭됨.
- 1905년 8월 1일 - 홋카이도 탄광철도의 오타루 역과의 연결 선로 개통.
- 1905년 12월 15일 - 중앙 오타루 역(中央小樽駅)으로 개칭됨.
- 1907년 7월 1일 - 홋카이도 철도 국유화.
- 1911년 7월 6일 - 두 번째 역사로 개축됨.
- 1920년 7월 15일 - 오타루역으로 개칭됨. 이에 맞추어 중앙 오타루 기관고가 오타루 기관고로 개칭됨. 덧붙여 기존의 오타루역은 미나미오타루역(南小樽駅)으로 복귀됨.
- 1927년 7월 1일 - 오타루 기관고가 폐지되며, 오타루 축항역에 기관고가 신설됨.
- 1934년 12월 25일 - 현재 역사로 사용하고 있는 세 번째 역사로 개축됨.
- 1964년 10월 1일 - 화물 취급 폐지.
- 1968년 8월 28일 - 하코다테 본선 오타루 - 미나미오타루 구간이 전철화됨.
- 1987년 4월 1일 - 일본국유철도 분할 민영화로 홋카이도 여객철도가 계승.
- 2006년 3월 27일 - 일본 국가 등록 유형 문화재로 지정됨.
- 2007년 10월 - 역 번호 부여. S15.
- 2008년 10월 25일 - IC 카드(Kitaca)의 사용 개시.
- 2012년 4월 25일 - 오타루역 리뉴얼 공사 완료.
- 2015년 10월 30일 - 지정석권 판매기 도입.
- 2016년 4월 1일 - 관광안내소 설치

## 인접한 역
| 홋카이도 여객철도 ■ 하코다테 본선        | 홋카이도 여객철도 ■ 하코다테 본선              | 홋카이도 여객철도 ■ 하코다테 본선                         |
| ---------------------------------------- | ---------------------------------------------- | --------------------------------------------------------- |
| 시·종착역                                | ● 쾌속 "에어포트" ● 구간쾌속 "이시카리 라이너" | S14 미나미오타루 삿포로 · 이와미자와 · 신치토세 공항 방면 |
| S16 시오야 굿찬 · 란코시 · 오샤만베 방면 | ● 쾌속 "니세코 라이너" ● 보통                  | S14 미나미오타루 삿포로 · 이와미자와 · 도마코마이 방면    |

## 관련 사이트
- (일본어) 역 구내도 (오타루 역) - 홋카이도 여객철도